# Marietta (Ohio)
Marietta is een plaats (city) in de Amerikaanse staat Ohio, en valt bestuurlijk gezien onder Washington County.

## Demografie
Bij de volkstelling in 2000 werd het aantal inwoners vastgesteld op 14.515.
In 2006 is het aantal inwoners door het United States Census Bureau geschat op 14.189, een daling van 326 (-2.2%).

## Geografie
Volgens het United States Census Bureau beslaat de plaats een oppervlakte van
22,2 km², waarvan 21,5 km² land en 0,7 km² water. Marietta ligt op ongeveer 190 m boven zeeniveau.

## Geboren
- Charles G. Dawes (1865-1951), vicepresident van de Verenigde Staten van Amerika, advocaat en Nobelprijswinnaar (1925)

## Plaatsen in de nabije omgeving
De onderstaande figuur toont nabijgelegen plaatsen in een straal van 16 km rond Marietta.